# Distanzharmonik
Distanzharmonik ist die zusammenfassende Bezeichnung für Kompositionstechniken, bei denen der Aufbau oder die Aufeinanderfolge von Akkorden oder Tonarten nicht durch qualitative Kriterien bestimmt wird (also z. B. durch Konsonanz / Dissonanz von Intervallen, durch Tonstufencharaktere oder Akkordfunktionen oder Tonartenverwandtschaften in der Dur-/Moll-Tonalität), sondern durch die rein quantitative Distanz der Töne voneinander. Der Begriff „Distanz“ wurde in der Musikpsychologie von Carl Stumpf für ein räumliches Erleben von Intervallabständen nur nach ihrer physikalisch-akustischen Größe eingeführt.
Viele distanzielle Kompositionstechniken beruhen auf der regelmäßigen, periodischen Teilung der Oktave in mehrere gleiche Intervalle oder Intervallgruppen. Die Bedeutung dieser Verfahren ist so groß, dass manche Autoren den Begriff „Distanzharmonik“ damit gleichsetzen und ihn so definieren. Zu ihnen gehören insbesondere Zsolt Gárdonyi und Hubert Nordhoff, die die erste umfassende Untersuchung zum Distanzprinzip vorgelegt haben. Demgegenüber bezeichnen andere Autoren weitere Techniken als „distanziell“, denen keine gleichmäßige Oktavteilung zu Grunde liegt. Gelegentlich bleibt die engere oder weitere Definition auch innerhalb einer Publikation ungeklärt oder widersprüchlich.

## Historische Einordnung
Der Gebrauch von distanziellen Verfahren steht im Zusammenhang mit der allmählichen Weitung und schließlich Auflösung der Dur-/Moll-Tonalität in der Musik des 19. Jahrhunderts. Harmonik, in der Zeit der Wiener Klassik ein allgemein verfügbares Handwerk, wurde in der romantischen Epoche ein immer komplexerer Gegenstand individueller Erfindung. Einzelne distanzielle Techniken tauchen seit Beginn des 19. Jahrhunderts gelegentlich als Einsprengsel in traditionellen Sätzen (z. B. reale Sequenzen) oder im Tonartenplan zyklischer Kompositionen auf. Im Laufe des Jahrhunderts wird ihr Gebrauch häufiger und ihre strukturelle Bedeutung größer, bis sie am Beginn des 20. Jahrhunderts bei manchen Komponisten zur Grundlage einer neuartigen Tonalität ganzer Sätze werden.
Einzelne Passagen mit distanziellen Elementen finden sich bei vielen romantischen Komponisten, z. B. bei Franz Schubert, Franz Liszt, Richard Wagner, César Franck und Johannes Brahms. Als Komponisten, bei denen distanzielle Strukturen die Grundlage ganzer Werke bilden, gelten z. B. Alexander Skrjabin und Olivier Messiaen.  

## Notationsproblem
Intervallketten, -zirkel oder Tonleitern, bei denen die Oktave periodisch in gleichmäßige Intervalle oder Intervallgruppen geteilt wird, sind die wichtigsten Elemente der Distanzharmonik. Sie gehen von der Identität enharmonisch verwechselter Töne aus und erfordern eine gleichschwebende Stimmung. 
Die traditionelle Notenschrift rechnet mit siebenstufigen diatonischen Skalen, der 8. Ton ist dann die Oktave. Da aber jede periodische Intervallstruktur auf einer Teilung der Zahl Zwölf (dem chromatischen Total der Töne) beruht und Sieben kein Teiler von Zwölf ist, müssen gleichmäßige Teilungen der Oktave im Notenbild einen enharmonischen Bruch enthalten. Z. B. ergänzen sich im diatonischen System die Töne eines Großterzzirkels genau genommen nicht zur Oktave, sondern zur übermäßigen Septime (z. B. c – e – gis – his). Eine Notation, die die Identität von Tönen im Oktavabstand beibehält, muss an irgendeiner Stelle die große Terz als verminderte Quarte darstellen, was im Zusammenhang distanzieller Kompositionsverfahren als dasselbe Intervall gilt.

## Distanzielle Kompositionstechniken

### Terzzirkel als Tonartenfolge von Formabschnitten oder Sätzen
In barocken oder klassischen zyklischen Werken stehen die einzelnen Sätze in nah verwandten Tonarten, häufig steht z. B. bei dreisätzigen Werken der Mittelsatz in der Dominanttonart oder Paralleltonart der Rahmensätze. In romantischen Werken werden dagegen gerne die harmonisch entfernteren Tonarten im Terzabstand gewählt, und diese können Bestandteil einer gleichmäßigen Teilung der Oktave in vier kleine oder drei große Terzen sein. So stehen z. B. die vier Sätze der 1. Sinfonie von Johannes Brahms in den Tonarten c-Moll – E-Dur – As-Dur – c-Moll/C-Dur. Ihre Grundtöne bilden eine zur Oktave geschlossene Folge aufsteigender großer Terzen.

### Terzzirkel als Folge von Akkorden oder von Sequenzgliedern
Auch direkt aufeinanderfolgende Akkorde können eine Folge mehrerer gleicher Intervalle bilden. So beginnt z. B. das Sanctus der Es-Dur-Messe von Franz Schubert mit der Akkordfolge Es-Dur – ces-Moll/h-Moll – g-Moll – es-Moll, also einer zur Oktave geschlossenen Folge absteigender großer Terzen.  
Wenn nicht nur ein einzelner Akkord, sondern eine musikalische Gestalt aus mehreren Akkorden als Ganzes mehrere Male um eine kleine oder große Terz versetzt wird, liegt eine distanzielle Form der realen Sequenz vor. Im Beispiel aus Frederic Chopins Nocturne op. 37/2 bilden die vier mit Klammern markierten Sequenzglieder Kadenzen in B-Dur, Des-Dur, E-Dur, G-Dur, also einer Folge aufsteigender kleiner Terzen (die letzte Kadenz zielt auf G-Dur, das Ziel wird aber durch einen anderen Akkord trugschlüssig ersetzt).

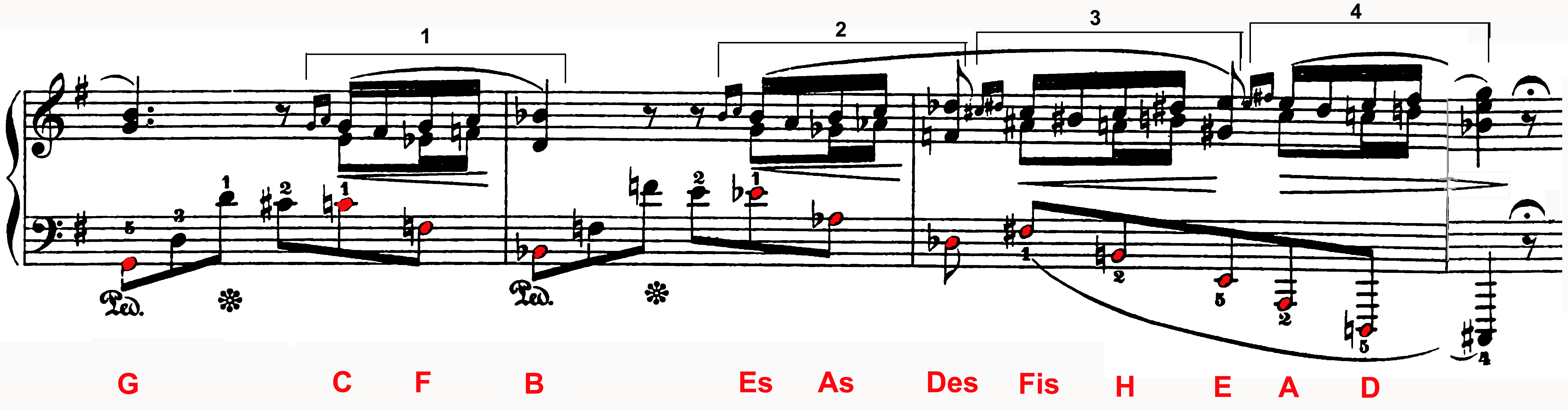
Fréderic Chopin, Nocturne op. 37/2, Takt 129 ff.: reale Sequenz

### Periodisch gebaute Tonleitern, Verschränkung von mehreren Tonarten
Diatonische Tonleitern (z. B. die Tonleitern von Dur, Moll, den „Kirchentonarten“) weisen innerhalb der Oktave unregelmäßige Intervallfolgen auf. Darauf beruht die Orientierung der Hörer, welche Stufe der Tonleiter gerade ertönt, und die Verbindung einzelner Stufen mit bestimmten melodischen und harmonischen Bedeutungen (Grundton, Leitton, Tonika, Dominante usw.). 
Am Ende des 19. und Beginn des 20. Jahrhunderts fangen Komponisten an, Passagen ihrer Stücke aus Tonleitern mit periodischen Intervallfolgen zu gestalten. Aufgrund der von mehreren Ausgangstönen gleichen Intervallfolge prägen diese Tonleitern keine eindeutige Rollenverteilung der einzelnen Töne aus. Als besonders charakteristisch gelten z. B. der Gebrauch der Ganztonleiter bei Claude Debussy oder der Gebrauch der alternierenden achtstufigen Halbton-Ganztonleiter bei Alexander Skrijabin, Maurice Ravel oder Béla Bartók und anderen, die es ermöglicht, vier Töne im Kleinterzabstand als gleichberechtigte „Grundtöne“ von miteinander verschränkten Dur- oder Molltonarten zu hören. 

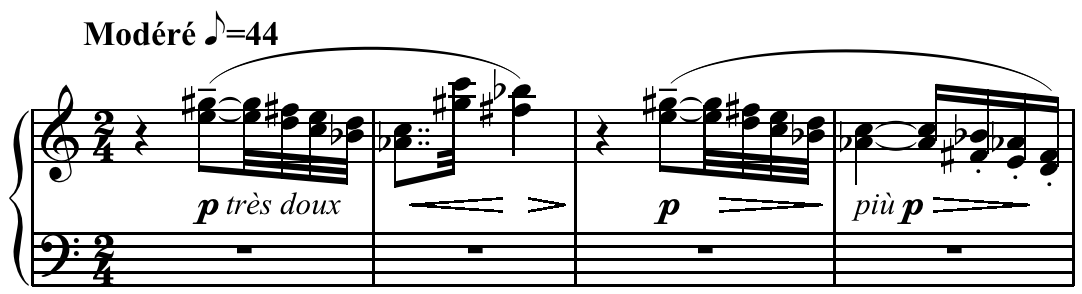
Claude Debussy, 2. Prélude „Voiles“, Beginn: Ganztonleiter als Tonvorrat

Eng damit verwandt ist das Verschränken von zwei Tonarten im Tritonus-Abstand zu einer „Doppeltonart“ bei Alexander Skrijabin. Olivier Messiaen entwarf mit seinen begrenzt transponierbaren Modi eine eigene Systematik periodisch gebauter Tonleitern und verwendete sie in den meisten seiner Werke.

### Mixturen
Manche Varianten der Mixturtechnik, also der Parallelverschiebung sämtlicher Töne eines Akkords, werden als distanzielle Technik bezeichnet, dies behandelt die Fachliteratur aber nicht einheitlich. Viele Autoren nennen den Begriff „Distanzharmonik“ speziell im Zusammenhang mit realen Mixturen, bei denen die Akkordverschiebung unabhängig von einer Tonart mit jeweils völlig identischer Intervallstruktur geschieht.

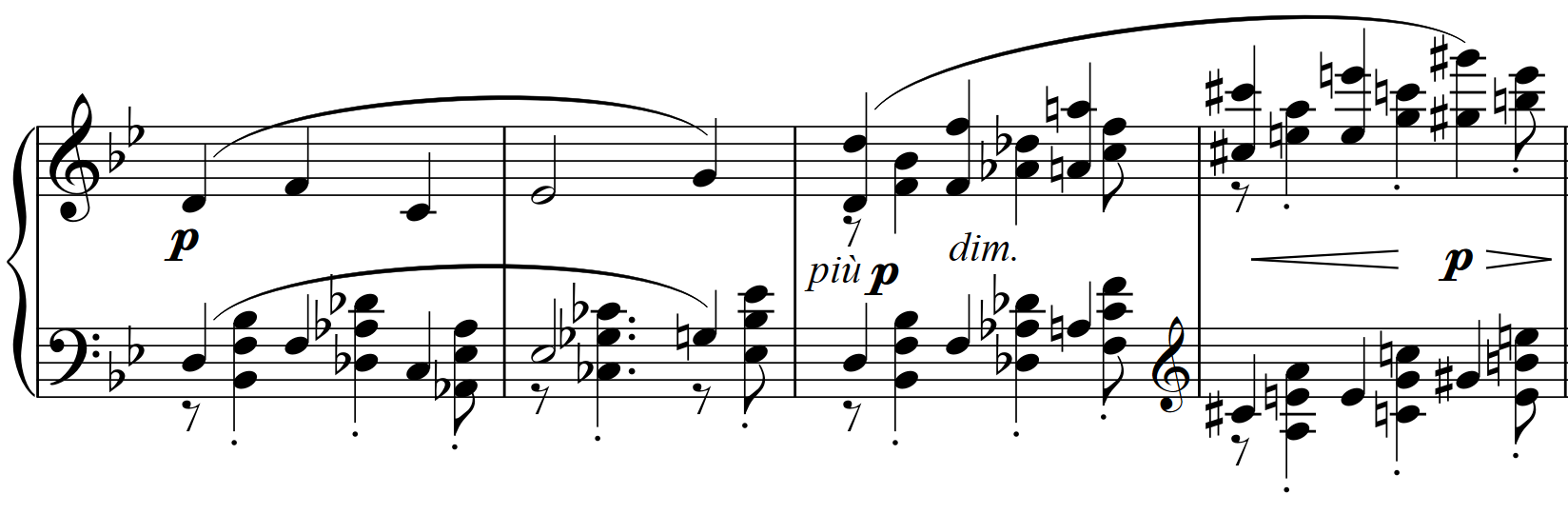
Claude Debussy, 1. Prélude „Danseuses de Delphes“, Takt 21 ff.: reale Mixtur

Dagegen weisen Gárdonyi/Nordhoff, die den Begriff „distanziell“ eng definieren und auf Strukturen mit periodischer Oktavteilung beschränken, lediglich darauf hin, dass eine Mixturbildung innerhalb eines distanziellen Tonvorrats möglich ist,  die im weiteren Sinn als tonale Mixtur anzusehen sei.